# El Coyulito, Oaxaca
El Coyulito är en ort i Mexiko.   Den ligger i kommunen Santa María Zacatepec och delstaten Oaxaca, i den sydöstra delen av landet, 300 km söder om huvudstaden Mexico City. El Coyulito ligger 712 meter över havet och antalet invånare är 248.
Terrängen runt El Coyulito är huvudsakligen kuperad, men åt nordväst är den platt. Terrängen runt El Coyulito sluttar brant västerut. Runt El Coyulito är det ganska glesbefolkat, med 27 invånare per kvadratkilometer. Närmaste större samhälle är Santa María Zacatepec, 7,1 km sydväst om El Coyulito. I omgivningarna runt El Coyulito växer i huvudsak städsegrön lövskog.